# Sobotín (stacja kolejowa)
Sobotín – stacja kolejowa w Sobotínie, w kraju ołomunieckim, w Czechach Znajduje się na wysokości 405 m n.p.m.
Na stacji nie ma możliwości zakupu biletów, a obsługa podróżnych odbywa się w pociągu. 

## Linie kolejowe
- 293 Šumperk - Kouty nad Desnou/Sobotín